# Петерсон, Николай Павлович
Никола́й Па́влович Петерсо́н (6 (18) июня 1844, Барановка, Пензенская губерния — 4 марта 1919, Звенигородка, Киевская губерния) — общественный деятель, публицист, педагог, школьный учитель в Ясной Поляне, лично знавший Л. Н. Толстого и Ф. М. Достоевского, поклонник философа Н. Ф. Фёдорова и издатель его трудов, отец М. Н. Петерсона.

## Биография

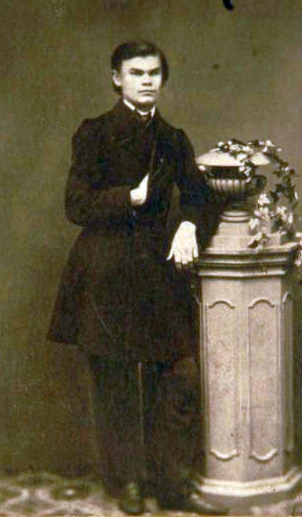
Н. П. Петерсон в 1862 году

Из семьи чиновника. Окончив Пензенский дворянский институт (1861), поступил на историко-филологический факультет Московского университета, однако вскоре из-за стеснённых материальных обстоятельств забрал заявление и деньги, внесённые в правление университета за первое полугодие обучения. В январе 1862 по приглашению Л. Н. Толстого уехал в Ясную Поляну, где в течение нескольких месяцев преподавал в Головлинской Плехановской народной школе, затем служил секретарём журнала «Ясная поляна». В 1863 Петерсон вернулся в Москву и вновь поступил на медицинский факультет Московского университета. Тогда же он сблизился с революционным кружком ишутинцев, в который входили его друзья по Пензенскому дворянскому институту, причём Петерсону было поручено «проводить социалистические идеи в университете». В январе 1864 Петерсон был вынужден оставить учёбу, так как не смог внести плату за 2-е полугодие. В марте 1864, сдав в Московском университете экзамен на право преподавания арифметики и геометрии, начал работать в Богородском уездном училище, намереваясь, по заданию ишутинцев, вести «пропаганду революционно-социалистических идей». В училище Петерсон познакомился с философом Н. Ф. Фёдоровым, под влиянием которого в его мировоззрении происходит коренной перелом: Петерсон оставляет революционную пропаганду, делается преданным учеником и последователем мыслителя. В 1867—1869 Петерсон служил помощником библиотекаря Чертковской библиотеки, переписывал документы для издаваемого П. И. Бартеневым журнала «Русский архив», занимался корректурой «Войны и мира» Л. Н. Толстого.
В своей общественной и публицистической деятельности руководствовался взглядами Фёдорова на задачи отечествоведения и педагогики. Периодически выступал в печати по вопросам образования, просвещения, народных школ, рассматривая их с позиций учения «всеобщего дела». Сторонник «музейно-библиотечного» типа образования, ориентированного на самостоятельное, творческое изучение предмета, труд понимания и исследования, противопоставляя его образованию «университетскому» (по мысли Петерсона, в значительной степени пассивному, в котором учащийся больше потребляет уже готовые знания, нежели активно добывает их). В 1906—1912 годы вместе с В. А. Кожевниковым издавал сочинения Фёдорова. Выпустил книгу «Н. Ф. Фёдоров и его книга „Философия общего дела“ в противоположность учению Л. Н. Толстого „о непротивлении“ и другим идеям нашего времени» (1912). Много внимания уделял проблеме государственного и социального устройства России, подчёркивая религиозное значение царской власти, необходимость воплощения в жизни общества начал соборности.